# Gabriel Laskawiec
Pas d'image ? Cliquez ici

a Compétitions nationales et continentales officielles uniquement.

b Matchs officiels uniquement.
Gabriel Laskawiec, né le 5 février 1954 à Cagnac-les-Mines, est un joueur de rugby à XIII évoluant au poste de centre dans les années 1970.
Avec son frère Christian Laskawiec, il joue sous le maillot du RC Albi et y remporte le Championnat de France en 1977 précédé d'une victoire en Coupe de France en 1974.
Ses performances remarquées en club l'amènent à prendre part à trois rencontres de l'équipe de France entre 1975 et 1978. Ainsi, il prend part à la Coupe d'Europe des nations 1975 et 1978.

## Palmarès
- Collectif :
  - Vainqueur du Championnat de France : 1977 (Albi).
  - Vainqueur de la Coupe de France : 1974 (Albi).

### Détails en sélection
| Matchs internationaux de Gabriel Laskawiec | Matchs internationaux de Gabriel Laskawiec | Matchs internationaux de Gabriel Laskawiec | Matchs internationaux de Gabriel Laskawiec | Matchs internationaux de Gabriel Laskawiec | Matchs internationaux de Gabriel Laskawiec | Matchs internationaux de Gabriel Laskawiec | Matchs internationaux de Gabriel Laskawiec | Matchs internationaux de Gabriel Laskawiec | Matchs internationaux de Gabriel Laskawiec | Matchs internationaux de Gabriel Laskawiec | Matchs internationaux de Gabriel Laskawiec |
|                                            | Date                                       | Adversaire                                 | Résultat                                   | Compétition                                | Poste                                      | Points                                     | Essais                                     | Pen.                                       | Drops                                      |                                            |                                            |
| ------------------------------------------ | ------------------------------------------ | ------------------------------------------ | ------------------------------------------ | ------------------------------------------ | ------------------------------------------ | ------------------------------------------ | ------------------------------------------ | ------------------------------------------ | ------------------------------------------ | ------------------------------------------ | ------------------------------------------ |
| sous les couleurs de la France             |                                            |                                            |                                            |                                            |                                            |                                            |                                            |                                            |                                            |                                            |                                            |
| 1.                                         | 19 janvier 1975                            | Angleterre                                 | 9-11                                       | Coupe d'Europe                             | Remplaçant                                 | -                                          | -                                          | -                                          | -                                          |                                            |                                            |
| 2.                                         | 16 février 1975                            | Pays de Galles                             | 8-21                                       | Coupe d'Europe                             | Remplaçant                                 | -                                          | -                                          | -                                          | -                                          |                                            |                                            |
| 3.                                         | 15 janvier 1978                            | Pays de Galles                             | 7-29                                       | Coupe d'Europe                             | Remplaçant                                 | -                                          | -                                          | -                                          | -                                          |                                            |                                            |